# Хангай
Хангай (монголски: Хангайн нуруу) е обширна планинска земя в централната част на Монголия, явяваща се част от основния вододел между реките течащи на север към Северния Ледовит океан и реките течащи на запад и юг към безотточните области на Централна Азия. Простира се от северозапад на югоизток приблизително на 700 km и ширина до 200 km. На запад полегато се спуска към Котловината на Големите езера, на юг със стръмни склонове – към междупланинската Долина на езерата, на изток долината на река Туул (десен приток на Орхон) я отделя от планината Хентай, а на север завършва при долините на река Селенга и дясната съставяща я река Идер. Средната надморска височина на планината е от 2000 до 3000 метра, като най-високата точка е връх Отгон Тенгер Уул (на монголски: Отгонтэнгэр уул ба), издигащ се на 4032 m. Изградена е основно от палеозойски гранити, шисти, пясъчници, силициеви формации и млади базалти. Върховете ѝ са предимно плоски, а склоновете ѝ са прорязани от дълбоки речни долини. Хангай е богата на полезни изкопаеми: желязна руда (Тамрингол), злато, строителни материали, минерални източници. От планината водят началото си някои от най-големите реки на Монголия: десните притоци на Селенга – Идер, Чулутингол, Хануйнгол, Орхон (течащи на север), Завхан (течаща на запад в Котловината на Големите езера), Харухингол (течаща на изток, ляв приток на Туул), Байдраггол, Туйнгол, Тацингол, Аргингол и Онгийнгол (течащи на юг и губещи се в пясъците на Долината на езерата и пустинята Гоби). Южните ѝ склонове са заети от тревисти степи, а по северните се срещат отделни горски масиви съставени от бор (Pinus sylvestris), бреза (Betula pendula), кедър (Cedrus), лиственица (larix decidua). Някои видове бозайници, които обитават в планината, са: лос (Alces alces), сибирска кабарга (Moschus moschiferus), див глиган (Sus scrofa), червен елен (Cervus elaphus), вълк (Canis lupus), кафява мечка (Ursus arctos). Поради нарастващото бракониерство, някои от видовете животни и растителни видове са силно застрашени.